# Cuscuta nitida
Cuscuta nitida là một loài thực vật có hoa trong họ Bìm bìm. Loài này được E. Mey. ex Choisy mô tả khoa học đầu tiên năm 1841.